# 2023年克里米亞大橋爆炸事件
2023年7月17日，大约在欧洲东部夏令时的凌晨3时04分和3时20分，连接俄罗斯与当时处于俄罗斯占领下的乌克兰克里米亚半岛的克里米亞大橋发生两起爆炸。 桥上交通已经关闭。克里米亚俄占当局领导人謝爾蓋·阿克肖諾夫表示，大桥俄罗斯一侧的第145桥墩处发生了“紧急情况”。乌克兰国防情报局发言人安德烈·尤索夫称“我们对此事不予评论，但人们可以引用基里洛·布达诺夫局长的话，即克里米亚大桥是个不必要的建筑”。8月15日，乌克兰国家安全局向美国有线电视新闻网提供了一段视频，展示了乌方7月使用无人艇袭击克里米亚大桥的画面。

## 俄国指控
克里米亚俄占当局议会议长和俄国总统普京等人表示，刻赤大桥再次遇袭是乌克兰当局發動的“恐怖袭击”。被炸毁的克里米亚大桥由俄羅斯在併吞克里米亞后建设，戰爭中被用於补给克里米亚以及乌克兰南部其他地区的俄军部队，该桥也因此被视为合法的军事目标。乌克兰总统弗拉基米尔·泽连斯基表示：“克里米亚大桥是用弹药喂养战争的路线，俄国人每天都在这么做，它使克里米亚半岛军事化”。他还指出：“（克里米亚大桥）是违反国际法和所有适用规范建造的敌方设施，一个带来战争而不是和平的目标必须被消灭”。

## 參看
- 2022年俄罗斯入侵乌克兰期间的军事行动列表
- 2022年克里米亚大桥爆炸事件